# Катанац за бол
Катанац за бол (енгл. The Hurt Locker) је амерички ратни филм из 2008. године, у режији Кетрин Бигелоу, према сценарију који је написао Марк Боул. Главне улоге у филму тумаче Џереми Ренер, Ентони Маки, Брајан Герати, Кристијан Камарго, Рејф Фајнс, Еванџелин Лили, Дејвид Морс и Гај Пирс. Радња прати тим за демонтирање бомби током Рата у Ираку који се налазе на мети побуњеника и приказује њихове психолошке реакције на стрес борбе. Боул се током писања сценарија ослањао на сопствено искуство током рата.
Филм је премијерно приказан 4. септембра 2008. на Филмском фестивалу у Венецији, док је у америчким биоскопима објављен 26. јуна 2009. године. Наишао је на позитивне реакције критичара, који су нарочито похвалили режију, глуму, сценарио, монтажу, музику, фотографију, дизајн звука и акционе сцене. Био је номинован за девет Оскара, а победу је однео у шест категорија, укључујуће оне за најбољи филм, најбољу режију и најбољи оригинални сценарио. Зарадио је преко 49 милиона долара широм света.
Катанац за бол се данас сматра једним од најбољих филмова како 2000-их, тако и 21. века. Године 2020, Конгресна библиотека га је изабрала за чување у Националном регистру филмова Сједињених Држава због „културног, историјског, или естетског значаја”.

## Радња
Током друге године Рата у Ираку, тим америчке војске за демонтирање бомби идентификује и покушава да уништи импровизовани експлозивни уређај помоћу робота, али вагону са окидачем отпада точак. Вођа тима, наредник Метју Томпсон ручно поставља набој, али је убијен када ирачки побуњеник искористи мобилни телефон да детонира експлозив. Специјалиста тима, Овен Елдриџ, осећа кривицу што није успео да убије човека са телефоном.
Наредник Вилијам Џејмс замењује наредника Томпсона. Често се налази у сукобу са наредником Џеј Ти Санборном зато што преферира да деактивира бомбе ручно и зато што не саопштава своје планове. Он блокира Санборнов надзор димним гранатама док се приближава експлозиву и деактивира га само неколико тренутака пре него што је ирачки побуњеник покушао да га детонира. У другом инциденту, Џејмс инсистира на разоружавању сложене аутомобилске бомбе упркос Санборновим протестима да би то предуго трајало; Џејмс одговара тако што скида слушалице и прекида контакт са Санборном. Санборн је толико забринут због његовог понашања да отворено предлаже Елдриџу да Џејмс „случајно” погине током шетње међу неексплодираним бомбама изван базе.
По повратку у базу, наилазе на петорицу наоружаних мушкараца у ирачкој одећи крај теренца којем је пукла гума. После напетог сусрета, Џејмс сазнаје да су они пријатељски настројени британски војни извођачи. Док поправљају гуму, упадају у снајперску ватру. Три извођача су убијена пре него што Џејмс и Санборн преузму контраснајперску акцију, убивши три побуњеника. Елдриџ убија четвртог који покушава да заобиђе њихову позицију.
Током рације на складиште, Џејмс открива бомбу у телу дечака за коју верује да је Бекам, млади Ирачанин који продаје DVD-ове и игра фудбал са њим ван базе. Током евакуације, потпуковник Џон Кембриџ, војни психијатар и Елдриџов саветник, гине у експлозији; Елдриџ је додатно трауматизован. Џејмс се искрада из базе са Бекамовим наводним послодавцем на нишану, говорећи му да га одведе у Бекамов дом. Овај га оставља у кући ирачког професора неповезаним са дечаком, па Џејмс бежи.
Позван на место детонације цистерне са бензином, Џејмс одлучује да полови одговорне побуњенике у близини. Санборн протестује, али када Џејмс крене у потеру, он и Елдриџ га следе. Након што су се раздвојили, побуњеници су ухватили Елдриџа. Џејмс и Сенборн га спасавају, иако је Елдриџ погођен у ногу. Следећег јутра Џејмсу прилази Бекам, жив и здрав, а Џејмс га игнорише и нечујно пролази поред њега. Пре него што је пребачен на операцију, Елдриџ љутито криви Џејмса за своју повреду.
Дан пре него што се њихова ротација заврши, позвани су да разоружају бомбу привезану за човека против његове воље. Џејмс не може да одсече катанце пре него што тајмер дође до краја, и они су приморани да напусте човека. Санборн је узнемирен због искуства блиске смрти, и јадајући се да нико осим његових родитеља не би био тужан због његове смрти, каже Џејмсу да жели да напусти службу и добије сина.
Након што се заврши ротација његове чете, Џејмс се враћа својој бившој жени Кони и њиховом малом сину. Међутим, убрзо налази рутински цивилни живот код куће досадним. Џејмс признаје свом сину да постоји само једна ствар коју засигурно воли. После неког времена почиње још једну једногодишњу ротацију у другој чети.

## Улоге
| Глумац            | Улога                             |
| ----------------- | --------------------------------- |
| Џереми Ренер      | наредник прве класе Вилијам Џејмс |
| Ентони Маки       | наредник Џеј Ти Санборн           |
| Брајан Герати     | деминер Овен Елдриџ               |
| Гај Пирс          | наредник Метју Томпсон            |
| Кристијан Камарго | потпуковник Џон Кембриџ           |
| Дејвид Морс       | пуковник Рид                      |
| Рејф Фајнс        | вођа приватне војне групе         |
| Еванџелин Лили    | Кони Џејмс                        |

## Награде
- Међународни филмски фестивал у Торонту (2010) - Најбољи редитељ
- награда БАФТА (2010) - Најбољи филм
- награда БАФТА (2010) - Најбољи редитељ
- награда БАФТА (2010) - Најбољи сниматељ
- награда БАФТА (2010) - Најбољи оригинални сценарио
- награда БАФТА (2010) - Најбољи звук
- награда БАФТА (2010) - Најбоља монтажа
- награда Оскар (2010) - Најбољи филм
- награда Оскар (2010) - Најбољи редитељ
- награда Оскар (2010) - Најбољи звук
- награда Оскар (2010) - Најбоља монтажа
- награда Оскар (2010) - Најбољи сценарио
- награда Оскар (2010) - Најбоља монтажа звука
- награда БАФТА (2010) - Најбољи визуелни ефекти, номинација
- награда БАФТА (2010) - Најбоља мушка улога, номинација
- награда Голден Глоб (2010) - Најбољи редитељ, номинација
- награда Голден Глоб (2010) - Најбољи филм - драмска категорија, номинација
- награда Голден Глоб (2010) - Најбољи сценарио, номинација
- награда Оскар (2010) - Најбољи сниматељ, номинација
- награда Оскар (2010) - Најбољи звук, номинација
- награда Оскар (2010) - Најбоља филмска музика, номинација
- награда Оскар (2010) - Најбоља мушка улога, номинација
- Венецијански филмски фестивал (2008) - Златни лав, номинација